# Hyper Tension 2
Série
Hyper Tension
(2006)
Pour plus de détails, voir Fiche technique et Distribution.
Hyper Tension 2 ou Crinqué : Sous haute tension au Québec et au Nouveau-Brunswick (Crank: High Voltage) est un film américain réalisé par Mark Neveldine et Brian Taylor, sorti en 2009.
Le film est la suite directe de Hyper Tension. En France, il est sorti directement en DVD le 21 octobre 2009.

## Synopsis
L'histoire reprend là où s'est arrêtée le dernier opus : Chev Chelios chute de l'hélicoptère et s'écrase sur une voiture. Par miracle, il est toujours vivant mais à peine a-t-il ouvert un œil qu'il est enlevé par des Chinois. Ces derniers l'emmènent dans une clinique afin de prélever la majorité de ses organes. Ils commencent par extraire son cœur qu'ils remplacent par un cœur artificiel alimenté par une petite batterie externe indiquant le niveau de charge. Peu après cette opération, il parvient à s'enfuir et apprend que c'est Johnny Wang, un malfrat japonais, qui détient son cœur biologique. Commence alors une course contre la montre car son cœur artificiel, qui doit être régulièrement rechargé en électricité, a une durée de vie limitée.

## Fiche technique
- Titre original : Crank: High Voltage
- Titre français : Hyper Tension 2
- Titre québécois : Crinqué : Sous haute tension
- Réalisation et scénario : Mark Neveldine et Brian Taylor
- Musique : Mike Patton
- Directeur artistique : Sebastian Schroder
- Décors : Jerry Fleming
- Costume : Dayna Pink
- Photographie : Brandon Trost
- Son : Bob Beemer, Joe Dzuban
- Montage : Marc Jakubowicz et Fernando Villena
- Production : Tom Rosenberg, Gary Lucchesi, Skip Williamson et Richard S. Wright

Production déléguée : Michael Davis, Mark Neveldine, Michael Paseornek, Brian Taylor,
Production déléguée : Peter Block, James McQuaide, Eric Reid et David Scott Rubin
Coproduction : Robert Benun
- Sociétés de production[2] : avec la participation de Lionsgate Films et Lakeshore Entertainment, en association avec RadicalMedia
- Distribution : 
  - États-Unis : Lionsgate
  - France : Sony Pictures Releasing France
  - Canada : Lionsgate Films, Maple Pictures
  - Belgique : Sony Pictures Releasing
- Budget : 20 millions de $[3]
- Pays d'origine :  États-Unis
- Langue originale : anglais
- Format[4] : couleur (DeLuxe) - 35 mm / D-Cinema - 1,85:1 (Panavision) - son DTS | Dolby Digital | SDDS
- Genre : comédie noire, action, policier
- Durée : 96 minutes
- Dates de sortie[1] :
  - États-Unis, Canada : 17 avril 2009
  - Belgique : 1er juillet 2009
  - Suisse romande : 12 août 2009
  - France : 21 octobre 2009 (sortie directement en DVD)
- Classification[5] :
  -  États-Unis : Interdit aux moins de 17 ans (certificat #45101) (R – Restricted) [Note 1].
  -  Québec : 16 ans et plus (16+ / 16 years and over).
  -  France : Interdit aux moins de 12 ans.

## Distribution
- Jason Statham (VF : Boris Rehlinger et VQ : Sylvain Hétu) : Chev Chelios
- Amy Smart (VF : Laura Blanc et VQ : Catherine Proulx-Lemay) : Eve Lydon
- Dwight Yoakam (VF : Pierre-François Pistorio et VQ : Frédéric Desager) : le docteur Miles
- Efren Ramirez (VF : Cédric Dumond et VQ : Éric Paulhus) : Vénus
- Julanne Chidi Hill (VQ : Camille Cyr-Desmarais) : Dark Chocolate
- Reno Wilson (VF : Frantz Confiac et VQ : Martin Desgagné) : Orlando
- Keone Young : Don Kim
- Corey Haim (VQ : Bernard Fortin) : Randy
- Bai Ling (VQ : Pascale Montreuil) : Ria
- Art Hsu (VF : Cédric Ingard et VQ : Hugolin Chevrette-Landesque) : Johnny Vang
- David Carradine (VF : Jean Lescot et VQ : Hubert Fielden) : Poon Dong
- Joseph Julian Soria (VQ : Patrice Dubois) : Chico
- Clifton Collins Jr. (VF : Marc Saez et VQ : Manuel Tadros) : El Huron
- Geri Halliwell : Karen Chelios
- Jenna Haze : une manifestante, star du porno
- Joseph D. Reitman : détective
- Holly Weber : Goldie
- Billy Unger : Chev, jeune
- Chester Bennington : L'homme contre lequel Chev Chelios se frotte à l'hippodrome
- Luke Cunard, le présentateur du show : (VF : David Krüger)

 Source et légende : version française (VF) sur RS Doublage et selon le carton de doublage

## Bande son
- KICKIN : écrite et interprétée par Mike Patton
- UNMEI : écrite et interprétée par Raney Shockne
- SPACER : écrite et interprétée par Raney Shockne
- TEARS ON MY PILLOW : écrite par Al Lewis et Sylvester Bradfort, interprétée par Little Anthony and the Imperials
- SWEET CREAM : écrite et interprétée par Mike Patton & Jel
- THE STROKE : écrite et interprétée par Billy Squier
- KEEP ON LIVING YOU : écrite par Kevin Cronin et interprétée par Reo Speedwagon
- FUCK YOU TOUGH GUY : écrite par Jack Grisham, Mike Roche et Chris Higgins, interprétée par T.S.O.L.
- SUCK MY DICK ! : écrite par Andy Richter et Dennis Horstmann, interprétée par Dick Headz
- HEARD IT IN A LOVE SONG : écrite par Ton Caldwell, interprétée par The Marshall Tucker Band
- LA NOCHE : écrite par Raney Shockne, David Perez et Robert Castro, interprétée par Los Mil Amores
- HONKY TONKY BADONKADONK : écrite par Dallas Davisdon, Randy Houser et Jamey Jonhson, interprétée par Jerret & Long
- FRÜHLINGSSTIMMEN : composée par Johan Strauss II, interprétée par Félicie Huni-Mihacsek

## Accueil

### Accueil critique
Sur le site Rotten Tomatoes, il lui attribue au film une note de 64 %, soit une moyenne pondérée de 5,9⁄10 sur la base de 69 avis de critiques. Le site Critics Consensus indique que le film "tient ses promesses: une excitation rapide et passionnante qui ne se prend pas trop au sérieux". Sur Metacritic, le film a donné des critiques mitigées, avec une moyenne pondérée de 41 sur 100 basée sur 15 avis. Les spectateurs interrogés par CinemaScore ont attribué au film la note C- sur une échelle de A à F. 

### Box-office
Hyper Tension 2 ne rencontre pas le même succès que le premier volet, puisqu'il démarre à la sixième place du box-office américain avec 6 963 565 $ de recettes le week-end de sa sortie dans 2 223 salles, alors que Hyper Tension s'était classé en seconde place des meilleures recettes le week-end de sa sortie, en rapportant 10 457 367 $ dans 2 515 salles. Finalement, Hyper Tension 2 rapporte que 13 684 249 $ après être resté quatre semaines à l'affiche. À l'international, il a engrangé 20 876 328 $, portant le cumul pour les recettes mondiales à 34 560 577 $.
| Pays ou région | Box-office   | Date d'arrêt du box-office | Nombre de semaines |
| -------------- | ------------ | -------------------------- | ------------------ |
| États-Unis     | 13 684 249 $ | 14 mai 2009                | 4                  |
| Total mondial  | 34 560 577 $ | -                          | -                  |

## Distinctions
En 2009, Hyper Tension 2 a été sélectionné 3 fois dans diverses catégories et a remporté 1 récompense.

### Récompenses
- Société des critiques de films Internet (Internet Film Critic Society) 2009 : Prix IFCS du Meilleur film d'action.

### Nominations
- Prix des arts médiatiques Latino Américain 2009 :
  - Meilleur acteur dans un film pour Clifton Collins Jr.,
  - Meilleur acteur dans un film pour Efren Ramirez.

## Clin d’œil
Lors d'un reportage télévisé sur les évènements du champ de course hippique, la vieille dame interviewée dit que l'individu était bâti comme l'acteur du film Le Transporteur. Ceci est une référence à la trilogie du Transporteur produite par Luc Besson et Steve Chasman, où Jason Statham interprétait le rôle-titre.

## Caméos
- Lors de la manifestation des acteurs et actrices pornographiques en grève, on peut notamment apercevoir Jenna Haze, Ron Jeremy, Lexington Steele, Monique Alexander, Nick Manning et Ed Powers.
- Lorsque Jason Statham doit se frotter à un autre homme au champ de course, Chester Bennington, le chanteur du groupe Linkin Park fait son apparition, tout comme dans le premier opus.